# Eduard Study
Christian Hugo Eduard Study, mais conhecido como Eduard Study, (Coburgo, 23 de março de 1862 — Bonn, 6 de janeiro de 1930) foi um matemático alemão.
Foi palestrante convidado do Congresso Internacional de Matemáticos em Heidelberg (1904: Kürzeste Wege im komplexen Gebiete; Über das Prinzip der Erhaltung der Anzahl) e em Cambridge (1912).

## Obras
- Sphärische Trigonometrie, orthogonale Substitutionen, und elliptische Functionen: Eine Analytisch-Geometrische Untersuchung. Teubner, Leipzig 1893.
- Einleitung in die Theorie der Invarianten. 1933.